# Решетов Микола Антонович
Микола Антонович Решетов (1903, село Сурава Лісогорської волості, тепер Тамбовської області, Російська Федерація — січень 1983, місто Харків) — радянський діяч органів державної безпеки. Депутат Верховної Ради УРСР 2—3-го скликань.

## Біографія
Народився у родині селянина-бідняка. З малих років наймитував у поміщицьких маєтках. У 1920 році вступив до комсомолу.
У лютому 1920 — січні 1921 р. — член сільськогосподарської комуни села Урюпино Алейського району Алтайської губернії. У січні — травні 1921 р. — учень курсів городників у місті Барнаулі. У травні — жовтні 1921 р. — учень губернської радпартшколи у місті Барнаулі.
У жовтні 1921 — квітні 1922 р. — інструктор волосного комітету комсомолу (РКСМ) села Косихіно Алтайської губернії. У квітні — вересні 1922 р. — секретар сільськогосподарської комуни села Урюпино Алтайської губернії. У вересні 1922 — травні 1923 р. — знову учень губернської радпартшколи у місті Барнаулі.
Член РКП(б) з березня 1923 року.
У травні — серпні 1923 р. — помічник продовольчого інспектора Барнаульського повітового продовольчого комітету.
У серпні 1923 — жовтні 1924 р. — агент Транспортного відділу ОДПУ у місті Барнаулі. У жовтні 1924 — листопаді 1925 р. — експедитор фельдзв'язку Повноважного представництва ОДПУ у місті Ташкенті.
У листопаді 1925 — лютому 1926 р. — червоноармієць навчального полку прикордонних військ у місті Ташкенті. У лютому — серпні 1926 р. — червоноармієць 46-го прикордонного загону в селищі Серахс. У серпні 1926 — травні 1928 р. — помічник уповноваженого 46-го прикордонного загону у місті Ашхабад. У травні 1928 — грудні 1930 р. — помічник уповноваженого 45-го прикордонного загону у місті Мерв Туркменської РСР. У грудні 1930 — серпні 1931 р. — уповноважений комендатури 45-го прикордонного загону у місті Тахта-Базар Туркменської РСР.
У серпні 1931 — квітні 1932 р. — курсант Вищої прикордонної школи ОДПУ в Москві.
У квітні — липні 1932 р. — уповноважений 68-го прикордонного загону у місті Тахта-Базар. У липні 1932 — березні 1935 р. — комендант 45-го прикордонного загону у селищі Серахс Туркменської РСР.
У березні 1935 — вересні 1937 р. — інспектор оперативного відділу Управління прикордонної і внутрішньої охорони НКВС Туркменського округу в місті Ашхабаді. У вересні 1937 — квітні 1940 р. — начальник відділення оперативного відділу Управління прикордонних і внутрішніх військ НКВС у місті Ашхабаді.
У квітні — жовтні 1940 р. — начальник відділення 5-го відділу Управління прикордонних військ НКВС Українського округу в місті Києві. У жовтні 1940 — квітні 1941 р. — старший оперуповноважений Головного управління прикордонних військ НКВС СРСР. У квітні — жовтні 1941 р. — заступник начальника відділення розвідувального відділу Головного управління прикордонних військ НКВС СРСР.
У жовтні — грудні 1941 р. — заступник начальника 4-го відділу НКВС Української РСР у місті Ворошиловграді. У грудні 1941 — квітні 1942 р. — заступник начальника 4-го відділу НКВС Української РСР у селі Мілове Ворошиловградської області. У квітні — липні 1942 р. — заступник начальника 4-го Управління НКВС Української РСР у місті Ворошиловграді. У липні — серпні 1942 р. — заступник начальника 4-го Управління НКВС Української РСР у місті Сталінград, РРФСР. У серпні 1942 — січні 1943 р. — заступник начальника 4-го Управління НКВС Української РСР у місті Енгельс, РРФСР. У січні — серпні 1943 р. — заступник начальника 4-го Управління НКВС-НКДБ Української РСР у місті Калач, РРФСР. У серпні 1943 — лютому 1944 р. — заступник начальника 4-го Управління НКДБ Української РСР у місті Харкові, потім у Києві. У лютому — березні 1944 р. — начальник Управління НКДБ УРСР у місті Костополі Ровенської області.
У березні 1944 — листопаді 1951 р. — начальник Управління Народного комісаріату-Міністерства державної безпеки УРСР по Чернівецькій області.
У листопаді 1951 — березні 1953 р. — начальник Управління Міністерства державної безпеки УРСР по Ровенській області. У 1952 році закінчив 4 курси заочного відділення Чернівецького державного університету.
У квітні — червні 1953 р. — начальник Управління Міністерства внутрішніх справ УРСР по Закарпатській області. У липні — вересні 1953 р. — начальник Управління Міністерства внутрішніх справ УРСР. У вересні 1953 — червні 1954 р. — начальник Управління Міністерства внутрішніх справ УРСР по Харківській області.
У червні 1954 — вересні 1961 р. — начальник Управління Комітету державної безпеки УРСР по Харківській області.
У вересні 1961 — грудні 1968 р. — заступник начальника підприємства поштова скринька № 67 у місті Харкові. У грудні 1968 — жовтні 1970 р. — пенсіонер у Харкові. У жовтні 1970 — липні 1971 р. — начальник 1-ї частини Українського заочного політехнічного інституту (УЗПІ) у Харкові.
З липня 1971 р. — на пенсії у місті Харкові.

## Звання
- капітан державної безпеки (20.07.1936)
- майор державної безпеки (29.11.1938)
- підполковник державної безпеки
- полковник державної безпеки (9.10.1944)

## Нагороди
- орден Леніна (25.07.1949)
- орден Трудового Червоного Прапора (23.01.1948)
- три ордени Червоного Прапора (3.11.1944, 18.05.1945, 5.11.1954)
- два ордени Вітчизняної війни 1-го ст. (5.11.1944, 29.10.1948)
- орден Червоної Зірки (20.10.1944)
- 8 медалей
- заслужений працівник НКВС (28.01.1944)